# Sandsjön, Västergötland
Sandsjön är en sjö i Härryda kommun i Västergötland och ingår i Göta älvs huvudavrinningsområde. Sjön är 16 meter djup, har en yta på 0,815 kvadratkilometer och befinner sig 104,5 meter över havet. Sjön avvattnas av vattendraget Alebäcken.

## Delavrinningsområde
Sandsjön ingår i det delavrinningsområde (640509-128872) som SMHI kallar för Utloppet av Stora Stamsjön. Medelhöjden är 108 meter över havet och ytan är 8,71 kvadratkilometer. Räknas de 2 avrinningsområdena uppströms in blir den ackumulerade arean 12,26 kvadratkilometer. Alebäcken som avvattnar avrinningsområdet har biflödesordning 3, vilket innebär att vattnet flödar genom totalt 3 vattendrag innan det når havet efter 29 kilometer. Avrinningsområdet består mestadels av skog (74 %). Avrinningsområdet har 1,5 kvadratkilometer vattenytor vilket ger det en sjöprocent på 17,2 %. Bebyggelsen i området täcker en yta av 0,61 kvadratkilometer eller 7 % av avrinningsområdet.